# Alsensjön
Alsensjön is een meer in het Zweedse Jämtlands län, gemeente Krokom
Het meer strekt zich in noordwest-zuidoostelijke richting uit over 18 km en is maximaal 3 km breed. De instroom gebeurt door de Faxån vanuit de Näldsjön, en door de Åringsån. Uitstroom gebeurt door de Ytterån naar Storsjön.
Op de oever liggen de plaatsen Alsen en Glösa. De Europese weg 14 loopt 2 km te zuiden van het meer. Van eind 19e eeuw tot 1949 werden er met stoomschepen passagiersen goederen vervoerd over het meer.
In Glösa zijn rotstekeningen die 6000 jaar oud worden geschat te zien.